# CityBank Coliseum
El CityBank Coliseum (originalmente conocido como Lubbock Municipal Coliseum) es un pabellón multiusos con capacidad para 7 050 espectadores, situado en Lubbock (Texas, Estados Unidos). Sirvió como cancha local al equipo de hockey sobre hielo Lubbock Cotton Kings, y actualmente lo es para el equipo de arena football Lubbock Renegades. 
Dallas Chaparrals, de la ABA, también disputó partidos en este pabellón, antes de mudarse a San Antonio y jugar en la NBA con San Antonio Spurs.